# Michael R. K. Lambert
Michael Roderick Kirkby Lambert (* 3. November 1941 in London; † 18. Juli 2004 ebenda), häufig auch als Michael R. K. Lambert zitiert, war ein britischer Ökologe und Herpetologe, der sich vornehmlich mit Reptilien und Insekten befasste. Zudem war er ein bedeutender Organisator herpetologischer Aktivitäten in Großbritannien und Übersee.

## Leben
Lambert absolvierte sein Studium am Trinity College Dublin, wo er 1965 einen Bachelor of Arts in Botanik und 1966 einen Bachelor of Arts in Zoologie erlangte. Im Anschluss daran führte er eine College-Expedition in das Hohe Atlasgebirge und die Sahara durch, was seine erste Erfahrung mit dem afrikanischen Kontinent darstellte, der einen wesentlichen Teil seines späteren Forschungsinteresses prägte. 1970 erwarb er ebenfalls am Trinity College Dublin den Master of Arts.
Seine Promotion zum Ph.D. erlangte er 1975 am Birbeck College der University of London mit der Dissertation The flight behaviour of locusts. Field and laboratory observations on the Australian plague locust Chortoicetes terminifera (Walker), and the desert locust, Schistocerca gregaria (Forskal). Bereits im Jahr 1967 trat er in das Anti-Heuschrecken-Forschungszentrum in London ein, eine Institution, die vom Kolonialamt gegründet wurde, um die landwirtschaftlichen Erträge in den Ländern des Commonwealth of Nations vor der Bedrohung durch Heuschrecken zu schützen. Lambert arbeitete während seiner gesamten Karriere in diesem Forschungszentrum, das in diesem Zeitraum fünfmal umbenannt wurde.
Im Jahr 1990 verlegte das Zentrum seinen Sitz als Field Ecology Research Centre nach Chatham, etwa 45 km südöstlich von London, und fusionierte 1995 mit der University of Greenwich zum Natural Resources Institute. Lambert trat 2001 in den Ruhestand. In den frühen Jahren seiner Tätigkeit fokussierte er sich auf Forschungsprojekte, bevor er begann, Schulungsworkshops für lokale Fachleute zu leiten, was ihn an verschiedene Orte in Subsahara-Afrika und darüber hinaus führte.
Lamberts häufige Reisen nach Afrika gaben ihm reichlich Gelegenheit, die dortigen Reptilien und insbesondere die Schildkröten zu studieren. Seine frühen Arbeiten über den Raubbau an Schildkrötenpopulationen, die 1969 veröffentlicht wurden, führten zu einem Einfuhrverbot der Maurischen Landschildkröte und der Griechischen Landschildkröte nach Großbritannien. Die wissenschaftlichen Arbeiten von Lambert über die Art Testudo graeca in Nordafrika und der Türkei, veröffentlicht in drei Titeln zwischen 1981 und 1983, trugen maßgeblich zur ökologischen Grundlagenforschung dieser Spezies bei. In der Folge widmete er sich der Spornschildkröte (Centrochelys sulcata) und führte in mehreren Ländern umfassende Untersuchungen durch, deren Ergebnisse er 1993 in einer detaillierten Studie publizierte. Zudem folgten zwischen 1995 und 1998 weitere Untersuchungen zur Ökologie der Pantherschildkröte (Stigmochelys pardalis).
Obwohl Schildkröten den Schwerpunkt seiner Forschung bildeten, verfasste Lambert von 1970 bis 2005 eine Vielzahl von wissenschaftlichen Arbeiten zu verschiedenen Themen. Dazu gehörten unter anderem die Rolle von Amphibien und Reptilien als Bioindikatoren für Umweltbelastungen, Bewertungsmethoden für die herpetologische Artenvielfalt sowie Ansätze zur Erhaltung und nachhaltigen Bewirtschaftung der Herpetofauna. Trotz seiner zahlreichen Reisen ins Ausland im Auftrag der Regierung etablierte sich Lambert als führende Persönlichkeit innerhalb der britischen herpetologischen Gemeinschaft. Im Jahr 1971 übernahm er den Vorsitz im Naturschutzausschuss der British Herpetological Society (BHS).
Sechs Jahre später wurde Lambert zum BHS-Vorsitzenden ernannt und gestaltete die Organisation um. Er verschaffte der BHS eine öffentliche Sichtbarkeit, die sie zuvor nicht hatte. Zudem überzeugte er den Earl of Cranbrook, einen renommierten Umweltschützer, Zoologen und Herpetologen, das Amt des Präsidenten der BHS zu übernehmen, das er von 1981 bis 1991 innehatte. In dieser Phase des dynamischen Wandels innerhalb der Gesellschaft war Lambert maßgeblich an der Entwicklung innovativer Ideen und der Mobilisierung entsprechender Energie beteiligt. Als 1982 der Weltkongress für Herpetologie gegründet wurde, war Lambert der einzige Brite, der in den Exekutivausschuss berufen wurde. Er übernahm die Hauptverantwortung für den Kongress, der 1989 in Canterbury, England, stattfand. Lambert trat im Jahr 1991 aus der British Herpetological Society aus. In der Folge richteten sich seine organisatorischen Aktivitäten auf Europa und die Societas Europaea Herpetologica, in der er von 1995 bis 2004 als Generalsekretär tätig war. Im Jahr 1997 reichte Lambert einen formellen Vorschlag zur Gründung einer Zeitschrift ein, die sich mit der aufkommenden Disziplin der angewandten Herpetologie befassen sollte. Bis zum Jahr 2001 gelang es ihm, den niederländischen Verlag Brill in Leiden von der Herausgabe der Zeitschrift Applied Herpetology zu überzeugen, wobei er die Position des ersten Chefredakteurs übernahm. Die erste Ausgabe der Zeitschrift erschien im Jahr 2003. Im selben Jahr wurde bei Lambert ein Plasmozytom diagnostiziert, eine schmerzhafte Form von Krebs, an der am 18. Juli 2004 in London starb.